# Irina Embrichová
Irina Embrichová rozená Irina Zamková (* 12. července 1980 Tallinn, Sovětský svaz) je estonská sportovní šermířka ruské národnosti, která se specializuje na šerm kordem. Estonsko reprezentuje od prvního desetiletí jednadvacátého století. Na olympijských hrách startovala v roce 2016 v soutěži jednotlivkyň a družstev. V roce 2006 obsadila druhé a v roce 2007 třetí místo na mistrovství světa v soutěži jednotlivkyň a v roce 2007 obsadila třetí místo na mistrovství Evropy. S estonským družstvem kordistek vybojovala v roce 2002 a 2014 druhé místo na mistrovství světa a s družstvem vybojovala v roce 2013 a 2016 titul mistryň Evropy.